# 曽和俊文
曽和 俊文（そわ としふみ、1951年4月 - ）は、日本の法学者。専門は行政法。元関西学院大学大学院司法研究科教授。

## 略歴
和歌山県立伊都高等学校を経て、1976年京都大学法学部卒業。1978年、京都大学大学院法学研究科公法学専攻修士課程修了、法学修士（京都大学）。1981年同大学院法学研究科公法学専攻博士課程単位取得満期退学、京都大学助手。三重大学人文学部助教授、教授を経て、1997年関西学院大学法学部教授。2004年、関西学院大学大学院司法研究科教授。2010年関西学院大学大学院司法研究科長（2012年まで）。

## 社会的活動
- 日本公法学会理事（2004年 - 2019年）[1]
- 大阪府情報公開審査会委員（2003年 - 2008年）[1]
- 西宮市環境審議会委員（2005年 - 2007年）
- 関西アメリカ公法学会監事（1997年 - 2005年）
- 日本公法学会総会テーマ企画委員会委員（1998年 - 2005年）
- 宝塚市情報公開・個人情報保護審査会委員（1998年 - 2005年）
- 宝塚市建築物紛争調整委員（1999年 - 2005年）
- 神戸市大規模小売店舗立地審議会委員（2001年 - 2005年）
- 総務省 情報公開法の制度運営に関する検討会構成員（2004年 - 2005年）[1]
- 豊中市文化芸術振興条例策定検討会議委員

## 著書
- 『行政法執行システムの法理論』（単著、有斐閣、2011年）
- 『事例研究　行政法』（共編、日本評論社、2008年）
- 『現代行政法入門』（亘理格,山田洋と共著、有斐閣、2007年）
- 『ケースメソッド公法 第2版』（共編、日本評論社、2006年）
- 『環境法学の生成と未来』（共著、信山社、1999年）
- 『住民監査請求・住民訴訟』（共著、公人社、1999年）
- 『行政救済法 第2巻』（共著、有斐閣、1991年）
- 『自治体財務の焦点 (4) 住民訴訟』（共著、ぎょうせい、1989年）